# Os Crespos

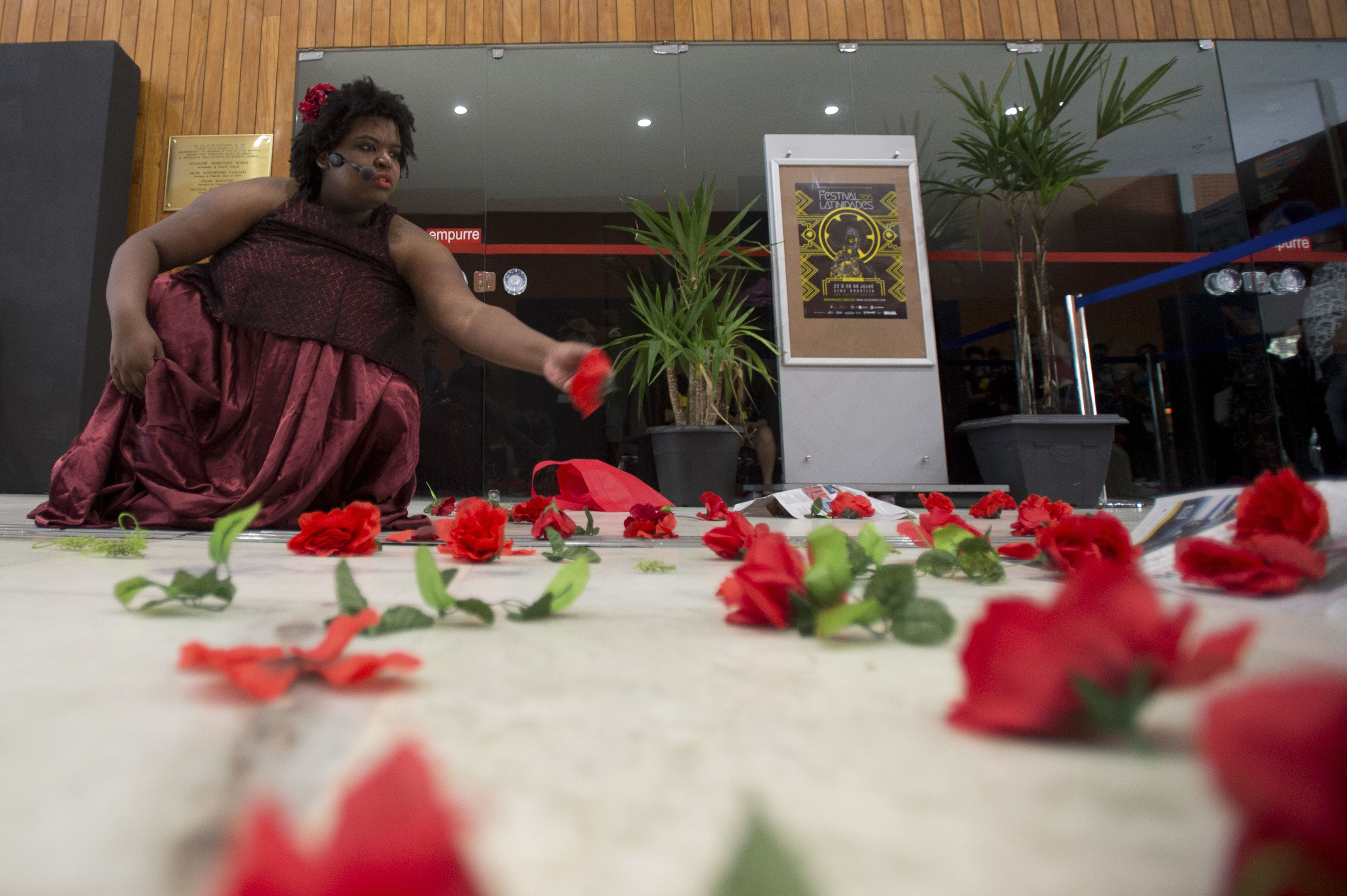
Performance da Companhia Os Crespos, durante a abertura da oitava edição do Festival Latinidades, maior festival de mulheres negras da América Latina (Marcelo Camargo/Agência Brasil)

Os Crespos é uma companhia teatral brasileira, formada exclusivamente por atores negros.

## Histórico
O embrião da companhia foi um grupo de estudos formado em 2005 na Escola de Arte Dramática da USP, influenciado pela trajetória do Teatro Experimental do Negro (TEN) de Abdias do Nascimento. Era integrado por Joyce Barbosa, Lucélia Sérgio, Maria Gal, Mawusi Tulani e Sidney Santiago, e dedicado à pesquisa sobre a presença negra no teatro. Em 2006 o núcleo tornou-se o grupo teatral Filhos de Olorum. No ano seguinte, adotou o nome Os Crespos e montou seu primeiro espetáculo, Ensaio sobre Carolina. 
A estreia em 2007, com direção de José Fernando de Azevedo, primeiro professor negro da EAD-USP, era uma releitura do texto de Quarto de Despejo, de Carolina de Jesus. Depois de um ensaio aberto em Berlim, Ensaio sobre Carolina ficou em cartaz em São Paulo e no Rio de Janeiro até 2010. Com um projeto sobre essa peça, Os Crespos, foi um dos 86 agraciados do edital "prêmio Myriam Muniz", da Funarte, em 2009.
Em 2014, o grupo lançou a revista Legítima Defesa, reunindo entrevistas, artigos e dramaturgia. No mesmo ano a companhia estreou o espetáculo Cartas a Madame Satã ou me Desespero sem Notícias Suas que contou com a colaboração de diversas pessoas que enviaram cartas ao grupo contando sobre suas experiências de vida, na peça o ator Sidney Santiago Kuanza utiliza dessas cartas para se comunicar com Madame Satã, transformista emblemático do início do século XX.
A Cia também brilhou com "Os Coloridos" (2015) e "Alguma Coisa a Ver Com Uma Missão" (2016), este último com dramaturgia de Allan da Rosa e direção coletiva do grupo.
Em 2017 a Cia foi condecorada com o 9º Prêmio Carrano de Luta antimanicomial e Direitos Humanos, por seu trabalho de luta contra a opressão. O reconhecimento da crítica especializada em teatro começou a chegar em 2019, quando as "Terças Crespas" realizadas em parceria com o Centro Cultural São Paulo renderam à Cia uma indicação ao Prêmio Aplauso Brasil (2019), na categoria Destaque. No momento que comemorou quinze anos de existência a Cia recebeu o prêmio Miguel Arcanjo de Cultura (2020) na categoria especial. Em 2021, seu novo filme "Dois Garotos que se Afastaram Demais do Sol" foi aclamado na 29ª edição do Festival Mix Brasil de Cultura da Diversidade como o "Melhor Curta-Metragem - Prêmio do Público".
À medida que 2023 se desenha no horizonte, marcando os gloriosos dezoito anos de atividades ininterruptas, Os Crespos se prepara para apresentar o emocionante espetáculo juvenil "De mãos dadas com minha irmã". Além disso, antecipa o lançamento do quinto número da "Legítima Defesa - Uma Revista de Teatro Negro" e anuncia a aguardada estreia do espetáculo adulto "A Solidão do Feio", uma obra inspirada na vida e legado de Lima Barreto. 

## Espetáculos
- 2007 - Ensaio sobre Carolina (inspirado em Carolina de Jesus)
- 2008 - Anjo Negro + A Missão (inspirado em Nelson Rodrigues)
- 2009 - A Construção da Imagem e a Imagem Construída (texto de Marcelino Freire)
- 2011 - Além do Ponto (sobre textos de bell hooks)[8]
- 2013 - Engravidei, pari cavalos e aprendi a voar sem asas (texto de Cidinha da Silva)[9]
- 2014 - Cartas a Madame Satã ou me Desespero sem Notícias Suas (texto de de José Fernando de Azevedo)[10][11]
- 2015 - Os Coloridos (texto de Cidinha da Silva e musicas de Belise Pombal)
- 2016 - Alguma Coisa a Ver Com Uma Missão - (texto de Allan da Rosa)
- 2020 - Terceiro e Quarto números da Revista Legítima Defesa
- 2020 - Dois Garotos que Se Afastaram Demais do Sol - curta-metragem (direção de Lucelia Sergio e Cibele Apps)
- 2022 - Mostra Às Crespas
- 2023 - De Mãos Dadas Com Minha Irmã (dramaturgia de Lucelia Sergio e direção de Aysha Nascimento)